# Sinclair Research
Vous lisez un « bon article » labellisé en 2007.
Pour les articles homonymes, voir Sinclair.
Sinclair Research Ltd, Sinclair Radionics et autres marques (cf. l'historique des marques) sont des entreprises anglaises de matériel électrique, électronique et informatique, juridiquement distinctes mais historiquement analogues, créées par Clive Sinclair. La société Sinclair Radionics naît à Cambridge en 1961 puis, à la fin des années 1970, est abandonnée au profit de la société Sinclair Research, principalement connue pour ses ordinateurs ZX80 et ZX81, pionniers de l'informatique individuelle.
Son catalogue comprenait, en plus de l'équipement hi-fi, des calculatrices, des radios, etc., dont le point commun était l'innovation ou la taille réduite : la désignation de chaque produit comme le plus petit au monde est habituelle dans le marketing de la marque.
Sinclair conçoit en 1966 la première télévision de poche, mais sans la mettre sur le marché. En 1972, elle commercialise la première calculatrice de poche, la Sinclair Executive. Plusieurs autres modèles suivent, comme les Sinclair Cambridge, Sinclair Scientific et Sinclair Oxford.
En 1980, Sinclair entre sur le marché des micro-ordinateurs avec le ZX80, vendu alors 99,95 £, et qui reste l'ordinateur individuel le moins cher commercialisé au Royaume-Uni. En 1982, le ZX Spectrum est créé et devient l'ordinateur le plus vendu au Royaume-Uni; l'entreprise est alors au sommet de son succès. Sinclair crée le MetaLab research center à Milton Hall (près de Cambridge), laboratoire de recherche sur les techniques de pointe : intelligence artificielle, circuits intégrés de grande taille, etc. En 1984 et 1985, les pertes économiques dues à l'ordinateur Sinclair QL, à la télévision de poche TV80 et au projet de voiture électrique C5 poussent l'entreprise à la faillite, les droits sur les produits et la marque sont vendus à Amstrad en 1986. La société reste toutefois en vie et propose, encore aujourd'hui, des produits.

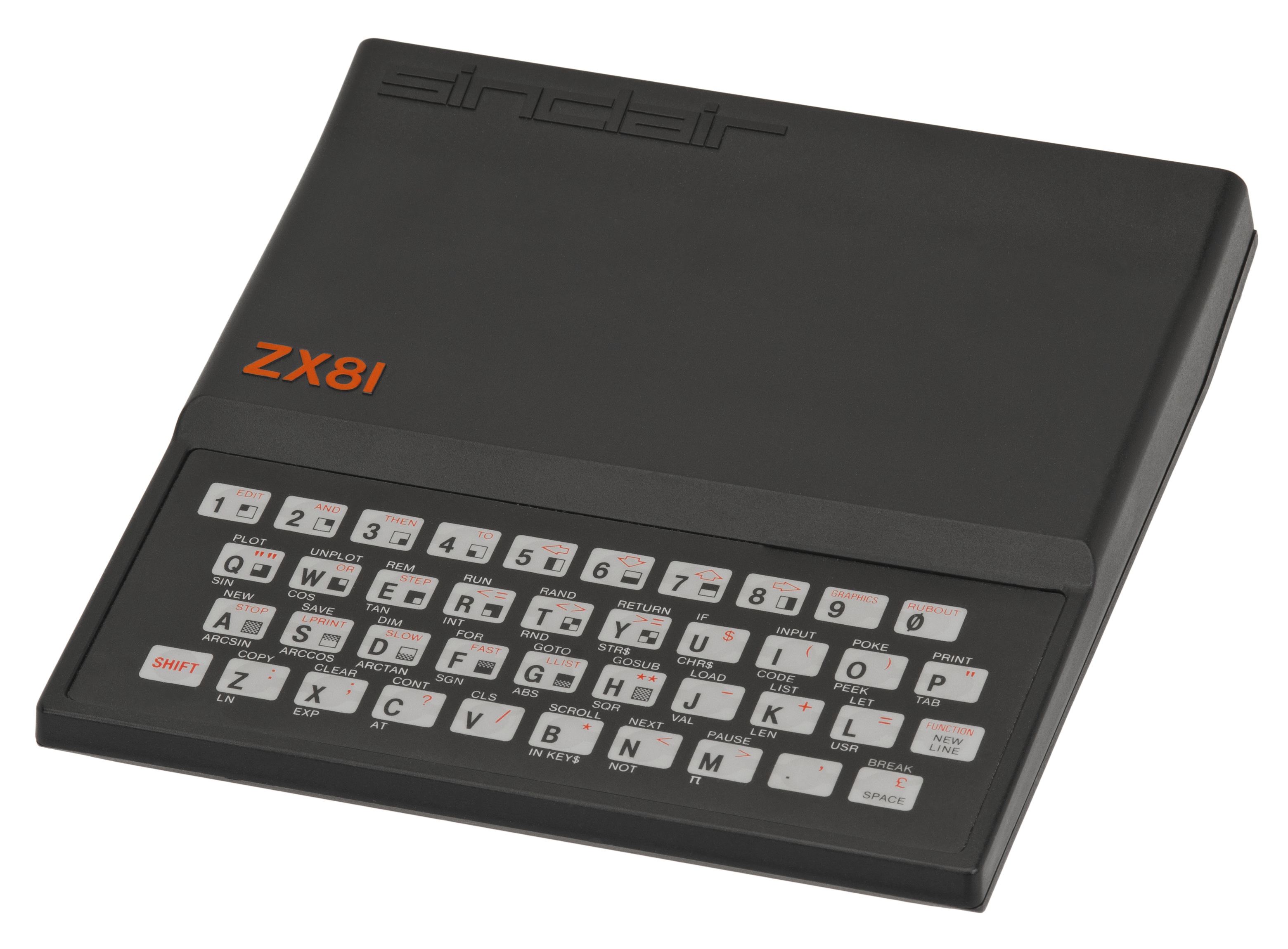
Le ZX81 de Sinclair Research.

## Les vingt premières années: de 1961 à 1980

### Sinclair Radionics
Clive Sinclair fonde Sinclair Radionics le 25 juillet 1961 à Cambridge, en vue de commercialiser des produits hi-fi, des radios, des calculatrices et autres instruments scientifiques, la plupart disponibles en kit (prêt-à-monter); il utilise à cet effet des fonds rassemblés en écrivant des articles pour la revue Practical Wireless.
Les premiers produits de Sinclair Radionics seront des radios, dont la série est inaugurée par la Sinclair Slimline, vendue en kit en 1963. Elle est suivie un an plus tard par la Micro-6, présentée à tort comme  'la plus petite radio au monde' , portée au poignet à l'aide d'un bracelet en nylon (elle était alors appelée Transrista). La Micro-FM de 1965, qualifié de  'premier récepteur FM de poche du monde' , essuie de gros problèmes techniques, dont le principal est de recevoir difficilement les stations radio. En 1967, Sinclair recycle la Micro-6 et commercialise la Micromatic, elle aussi qualifiée de  'plus petite radio au monde' ; ce modèle se vendra mieux que les précédents.
La hi-fi entre au catalogue de Sinclair en 1966, avec le Stereo 25, un préampli à bas coût, dont la production s'arrête en 1968 à cause d'un manque de transistors. Il est remplacé en 1969 par le Stereo 60, qui fait partie d'un ensemble de produits audio nommé Project 60, appelé à devenir le plus gros succès de Sinclair dans ce secteur. Les kits Project 605 (1972), puis Project 80 (1974) complèteront ce succès.

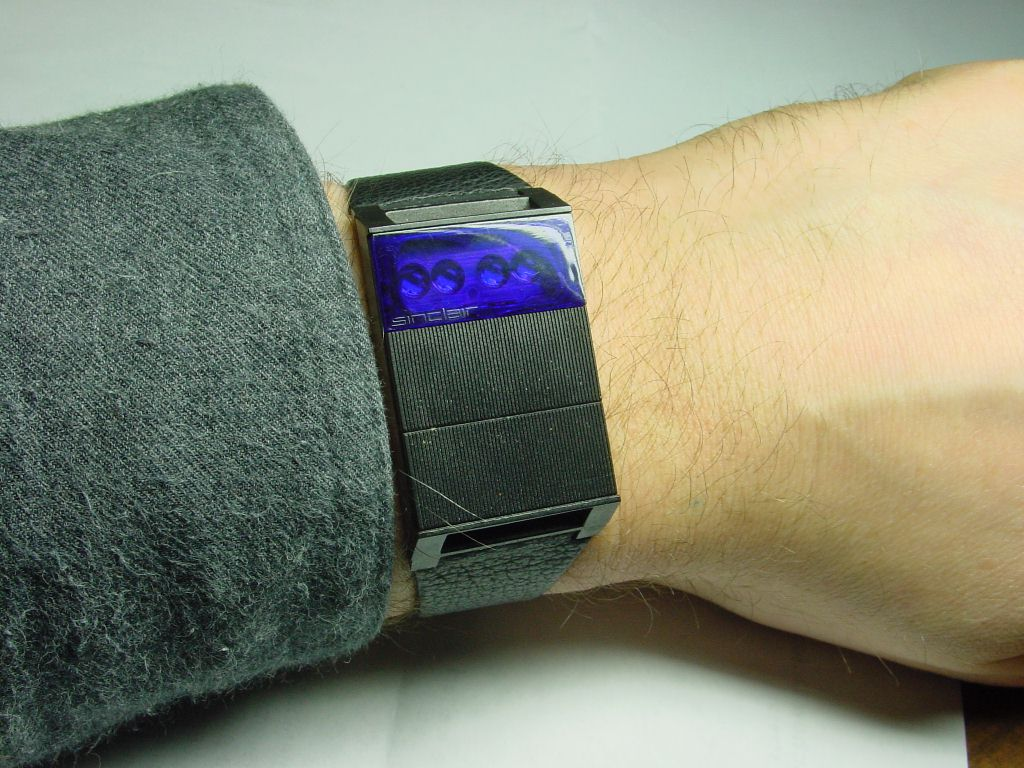
La Sinclair 'Black Watch'.

L'année 1966 voit aussi l'arrivée de Sinclair Radionics dans la conception de téléviseurs : la Microvision, première télévision portable, ne sera pas commercialisée, car la complexité de l'appareil exclut sa production. L'année d'après, une version évoluée, nommée Microvision TV1A/MON1A, est cette fois commercialisée, mais son prix handicape les ventes, et les derniers modèles sont bradés. En 1978, la version TV1B apparaît, mais malgré les espoirs de succès de Sir Clive Sinclair, les ventes sont à nouveau décevantes, la technologie développée est alors revendue à Binatone (en).
Pendant les années 1970, Sinclair se concentre sur la création de calculatrices de poche efficaces et au prix abordable. En 1972, il commercialise la première calculatrice de poche au monde, la Sinclair Executive. Elle ne peut que faire des opérations mathématiques de base, comme l'addition, la soustraction, la multiplication et la division, et son affichage, utilisant des diodes électroluminescentes, vide très vite les batteries, au point que celles-ci risquent d'éclater lors d'une utilisation prolongée. Malgré cela, c'est un énorme succès, qui rapporte beaucoup d'argent à la société, et qui sera amélioré en 1973 avec l'Executive Memory.
En 1975 sont commercialisées les Sinclair Oxford, versions 100, 150, 200 et 300, puis la Sinclair Scientific. La série Oxford est au départ une commande de la marque Gillette, qui refuse finalement l'appareil. Une fois encore, la calculatrice souffre d'une pile qui n'est pas à la hauteur de sa consommation. En 1977, Sinclair tente de prendre place dans le haut de gamme avec sa Sinclair Sovereign, disponible avec finition chromée, ou en plaqué or ou argent, mais si cette calculatrice est appréciée pour sa conception et son apparence, elle n'a qu'un succès limité. En 1978, une calculatrice plus complète, la Sinclair President, est le dernier modèle de la marque, mais n'est pas une réussite, à cause de la concurrence féroce des équivalents asiatiques.

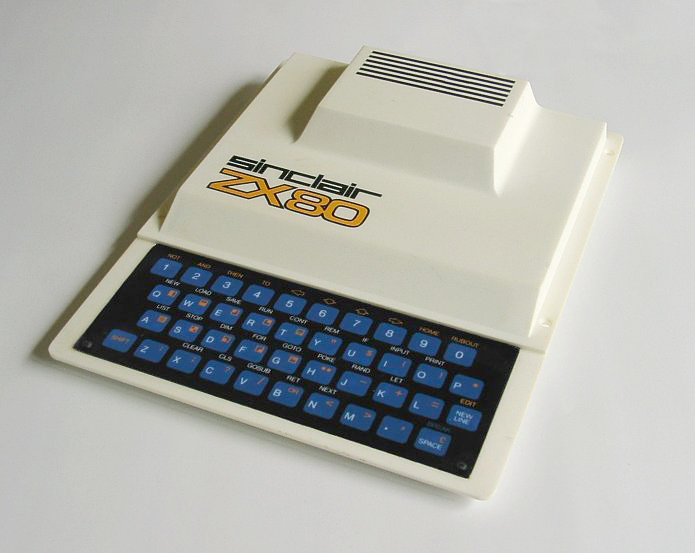
Le ZX80, premier véritable ordinateur de Sinclair.

En août 1975, Sinclair commercialise sa montre à quartz en kit (aussi disponible montée), la Black Watch. Encore une fois, les piles sont défaillantes, mais en plus la précision est mauvaise (son quartz est très sensible à la température), la montre est fragile (elle peut être grillée par l'électricité statique d'un pull-over), le service après-vente est débordé... Le produit est un désastre, les pièces qui restent en stock sont recyclées dans l'horloge Microquartz qui se vend bien mais ne compense pas l'importante perte d'argent subie par l'entreprise.
Un an après, en août 1976, une part importante (43 %) de la société est rachetée par un acteur externe nommé National Enterprise Board. En 1977, la NEB prend le contrôle de Radionics avec 73 % des actions. Ne voulant pas partager le contrôle de sa société, Clive Sinclair démissionne en juillet 1979, pour se rabattre sur son autre entreprise, « Sinclair Instrument ». Chris Curry, qui travaillait à Sinclair Radionics depuis 1966, l'accompagne dans un premier temps, avant de créer sa propre entreprise Acorn. Binatone (en) rachète les produits télé et les calculatrices de Radionics, dont le nom est remplacé par « Sinclair Electronics » (septembre 1979), puis par « Thandar Electronics », qui commercialise les produits restants.
La nouvelle société de Clive Sinclair développe la Wrist Calculator, une montre-calculatrice qui est un succès commercial. En juillet 1977, l'entreprise est rebaptisée « Science of Cambridge ».

### Science of Cambridge

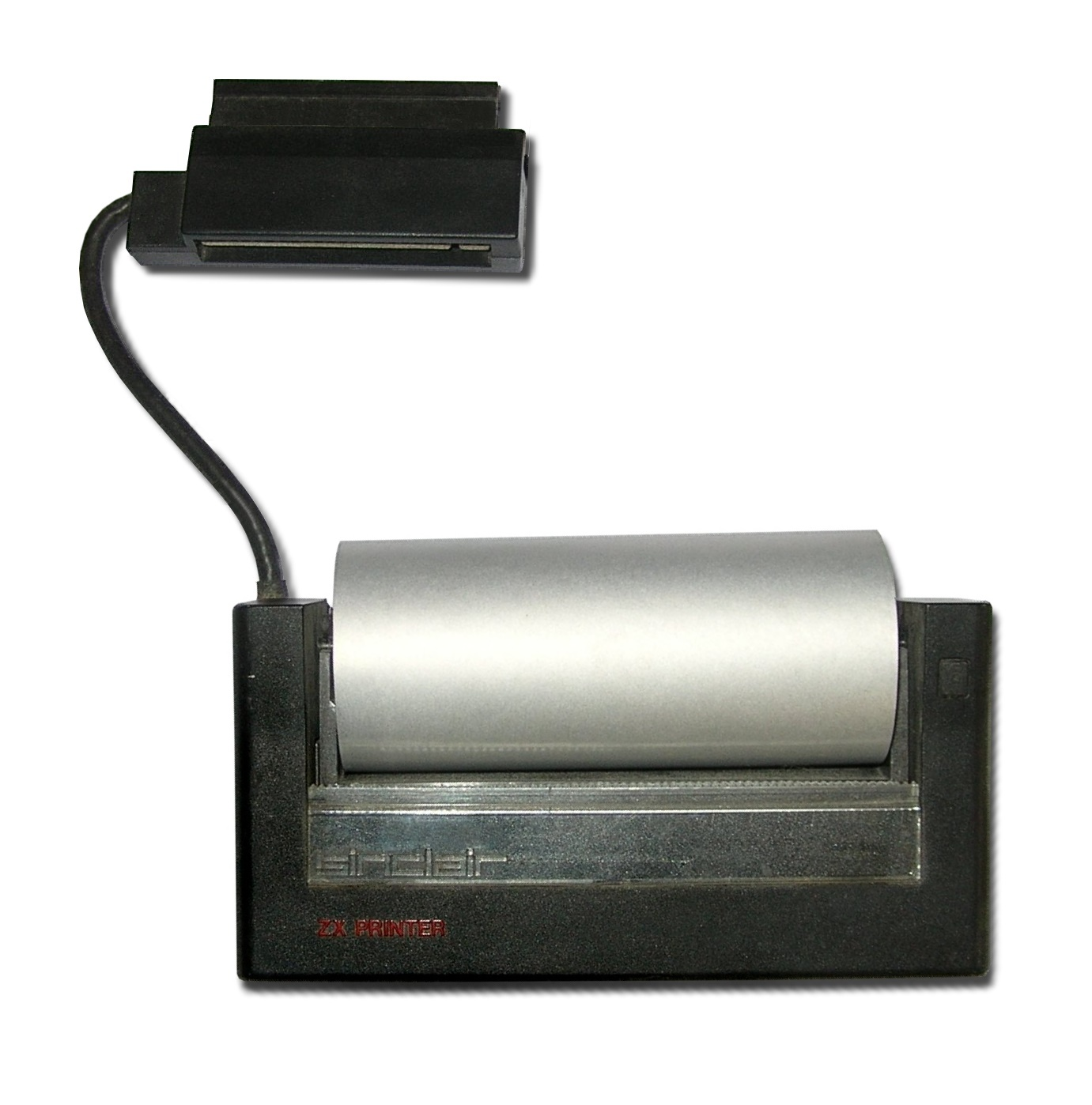
Imprimante thermique pour le ZX-81

Au début de cette période, Ian Williamson montre à Chris Curry un prototype d'ordinateur monté à partir d’éléments d'une calculatrice Sinclair et utilisant un microprocesseur SC/MP de marque National Semiconductor. Impressionné, Chris Curry encourage Sinclair à produire l'ordinateur ; un accord est conclu avec Williamson, mais aucun contrat n'est signé. National Semiconductor propose de remanier le projet en n'utilisant que ses propres composants et en se chargeant de la production.
En juin 1978, Science of Cambridge commercialise son premier micro-ordinateur en kit, le MK14, reposant sur les composants de National Semiconductor. Ce kit se vendra à 50 000 exemplaires, malgré le caractère rudimentaire de l'écran (une ligne de 8 ou 9 diodes électroluminescentes rouges) et du clavier (qui n'a que 20 touches).
Dès juillet de la même année, un autre projet d'ordinateur est lancé : Sinclair commence à concevoir le Grundy NewBrain (en) avec Mike Wakefield (concepteur du hardware ou matériel) et Basil Smith (concepteur du software ou logiciel), mais s'apercevant que la machine dépassera le prix de 100 livres, il fait remplacer le projet par celui du ZX80, qui démarre en mai 1979. Le ZX80 est commercialisé en février 1980, pour 79,95 livres non monté ou 99,95 livres prémonté.
En novembre de la même année, l'entreprise est rebaptisée « Sinclair Computers Ltd ».

## Succès puis déclin: de 1981 à 1986

### Les ordinateurs
En mars 1981, l'entreprise est à nouveau renommée en « Sinclair Research Ltd», et le Sinclair ZX81 est commercialisé, en kit ou prémonté. En deux ans, un million de machines seront vendues, dont une partie aux États-Unis, par l'intermédiaire de la société Timex qui obtient une licence pour construire et vendre les ordinateurs de Sinclair, sous le nom de Timex Sinclair, en février 1982. En avril, le ZX Spectrum est ajouté au catalogue, au prix de 125 à 175 livres, pour des mémoires de 
16 à 48 Ko de RAM (mémoire vive); la machine sera vendue à partir de juillet aux États-Unis sous le nom de TS 1000.
En mars 1982, l'entreprise fait 8,55 millions de livres de bénéfices.
L'argent gagné grâce aux ordinateurs permet à Sinclair Research d'investir dans des projets innovants : en septembre 1983, la mini télévision TV80 (aussi appelée Flat Screen Television, ou FTV) est commercialisée; elle est équipée d'un écran plat dont l'image est formée par un tube cathodique spécial, placé parallèlement à l'écran et dont le flux d'électrons est renvoyé sur l'écran par un fort champ électromagnétique. Les ventes sont décevantes (seulement 15 000 modèles vendus), et ne compensent pas les frais de développement.
La société achète Milton Hall, dans le village de Milton près de Cambridge, pour y établir le MetaLab, un centre de recherche et de développement.
À la fin de la même année, la marque 'Timex Sinclair' est abandonnée, car elle n'a pas réussi à percer sur le marché américain. Les ordinateurs Timex continueront à être vendus dans d'autres pays, certains des modèles étant des améliorations des Sinclair, comme les TS 2048 et 2068.

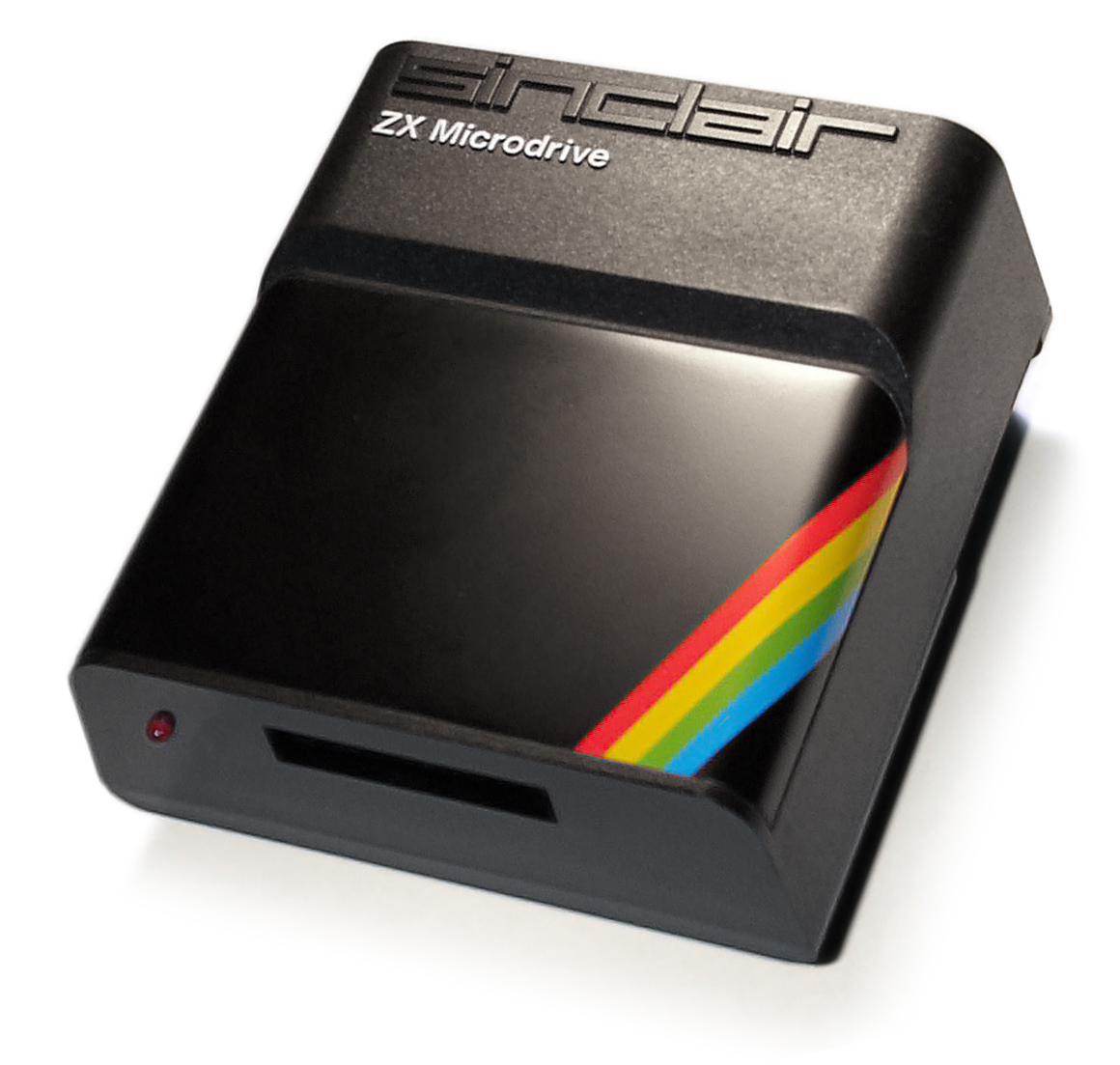
Support d'enregistrement magnétique Microdrive.

Le Sinclair QL (Quantum Leap) est présenté le 12 janvier 1984 alors que son design et sa conception technique sont encore en gestation, juste avant le Macintosh d'Apple. Le modèle QL, qui est conçu pour le marché professionnel, est finalement commercialisé en mai, mais souffre d'une mémoire ROM insuffisante : une extension disgracieuse (un circuit sur lequel est montée une ROM correcte) est alors ajouté à la machine.
Les versions pleinement fonctionnelles arrivent près de six mois après, ce qui provoque des plaintes de la part des clients, soutenus par la Advertising Standards Authority anglaise. Un reproche fait à Sinclair est l'encaissement de chèques plusieurs mois avant le montage et la livraison des machines. Les ventes sont décevantes par rapport aux prédictions d'un million de machines : face à la concurrence des ordinateurs compatibles IBM PC (le QL ne l'est absolument pas), seulement 100 000 unités sont réellement vendues. La production cesse en février 1985, alors que le prix de vente a été divisé par deux depuis le début.
En octobre 1984, paraît le ZX Spectrum+, évolution du Spectrum. Le principal changement est dans le clavier, où les touches originelles en caoutchouc sont remplacées par des touches en plastique plus pratiques. Encore une fois, la machine se vend mal. Une version un peu plus puissante, le ZX Spectrum 128, est mise sur le marché par la société espagnole Investronica.
Entre 1981 et 1998, Sinclair et d'autres compagnies comme Kempston Micro Electronics créent plusieurs périphériques pour les ordinateurs Sinclair : des joysticks (manches à balai), une imprimante thermique et des modules d'extension mémoire. Le support d'enregistrement du ZX Spectrum exploite la technologie alors classique des cassettes à bande magnétique et des magnétophones, mais Sinclair développe son propre format : le ZX Microdrive, qui sera aussi utilisé sur les QL.

### La chute

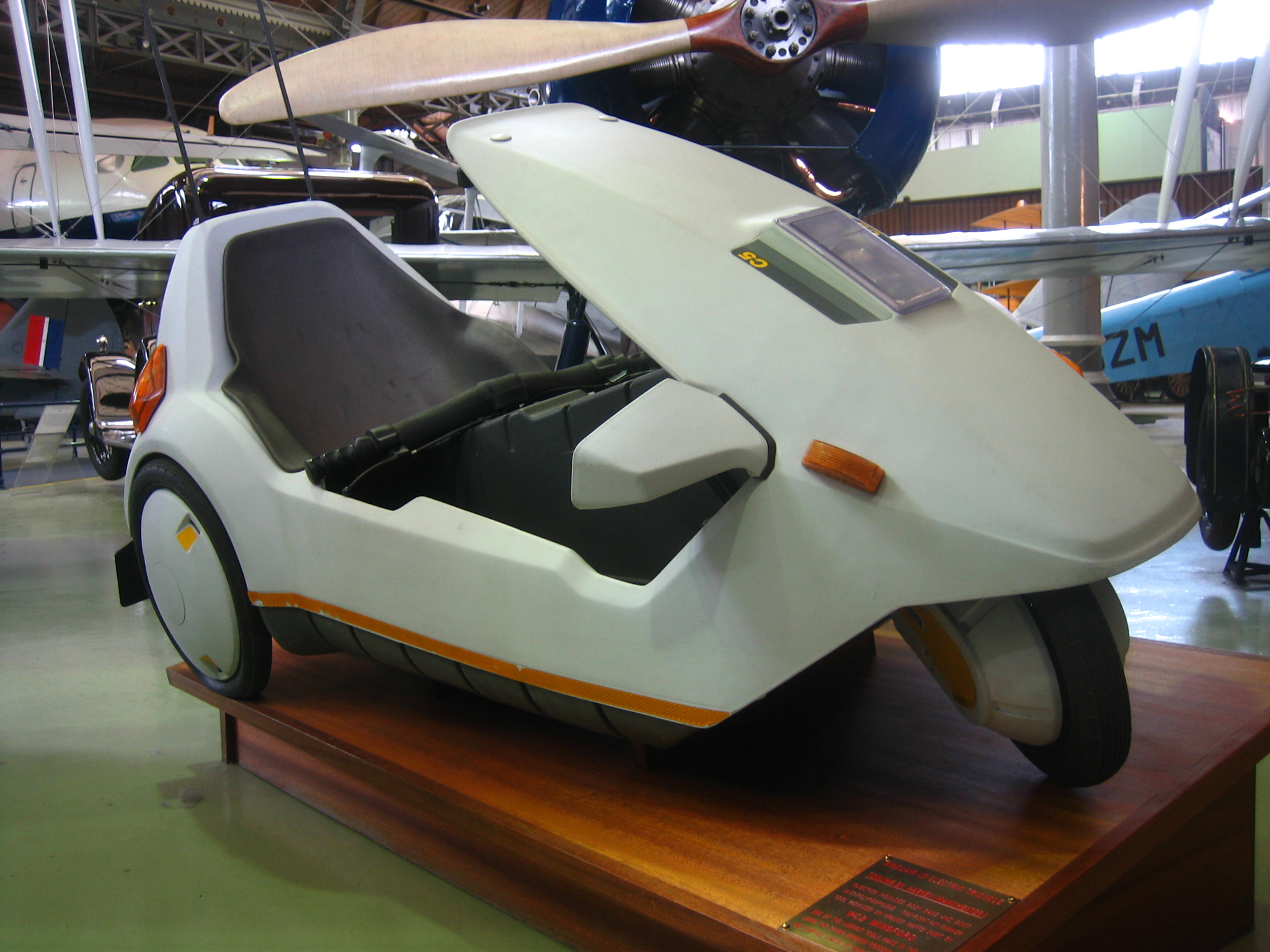
La Sinclair C5.

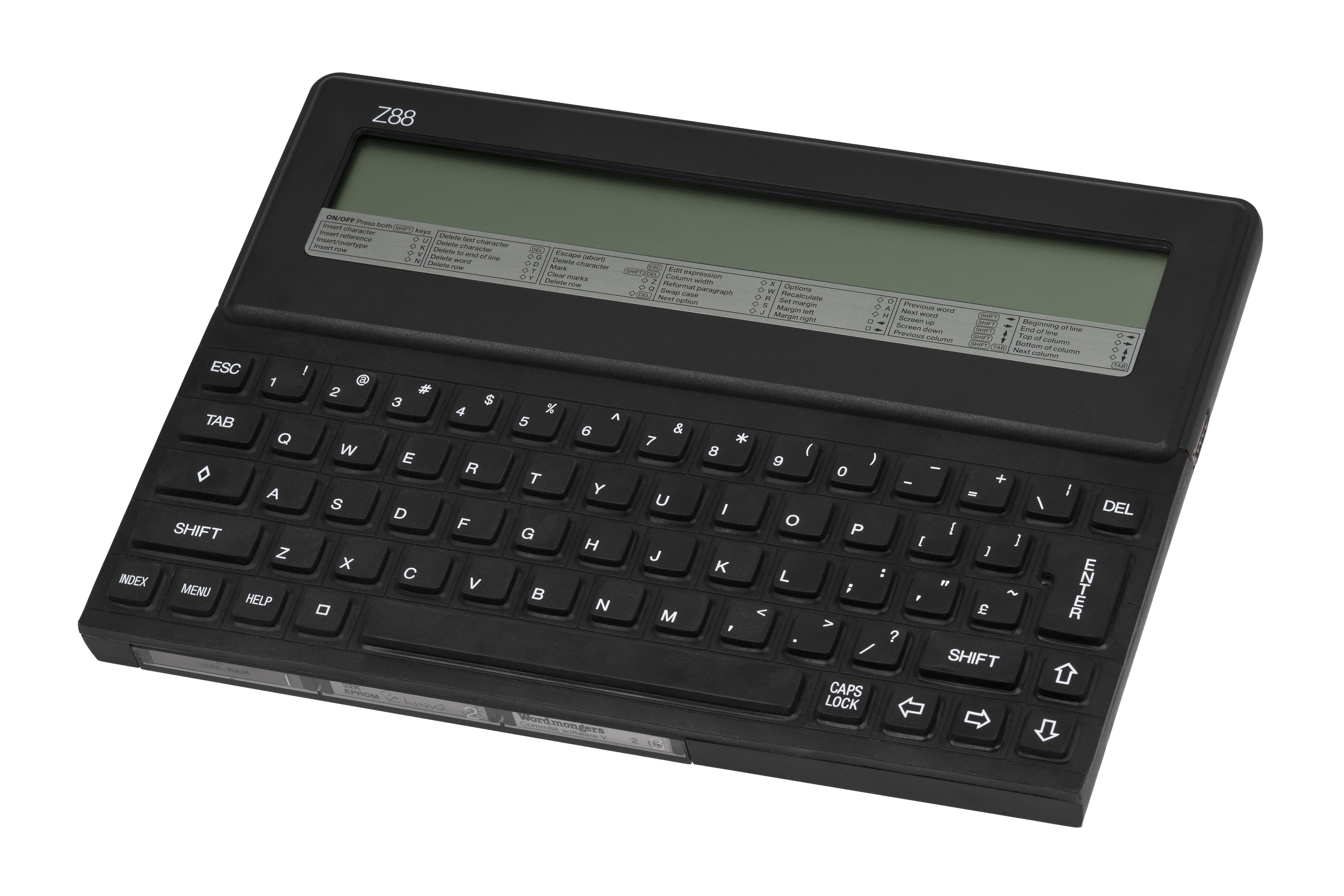
Le Z88, précurseur des PDA.

En janvier 1985, Sinclair commercialise la FM Wristwatch Radio, une radio-montre à cristaux liquides, mais elle n'est quasiment pas vendue, ce qui en fait aujourd'hui une pièce de collection recherchée.
S'intéressant depuis longtemps aux véhicules électriques, Sir Clive Sinclair commence à développer un « véhicule individuel » monoplace. À cette occasion, une nouvelle société, du nom de Sinclair Vehicles Ltd, est formée en mars 1983 ; son premier produit, la Sinclair C5 électrique, est lancé le 10 janvier 1985. Ce véhicule tricycle équipé de batteries se voulait le premier véhicule écologique à un prix abordable, soit 399 £. C'est un échec commercial, seules 17 000 unités seront vendues, les pertes s'élevant à 7 millions de livres poussent la société à fermer plus tard dans l'année, alors qu'il avait été prévu de créer les C10 et C15, des véhicules électriques plus grands et plus traditionnels.
Le triple échec de la C5, du QL et de la TV80 fait perdre aux investisseurs la confiance qu'ils avaient en Sir Clive Sinclair.
Le 28 mai 1985, Sinclair annonce qu'il souhaite faire une levée de fonds de 10 à 15 millions de livres, dans le but de restructurer Sinclair Research. Mais à cause des échecs récents, cet argent est dur à trouver. En 1986, la société vend tous ses produits informatiques, ainsi que la marque Sinclair, à Amstrad,. Cette vente concerne non pas les infrastructures, mais seulement les produits et l'image de marque de Sinclair.
La société est renommée Cambridge Computer Ltd; le seul produit de Sinclair sous son nouveau nom est le Z88, un ordinateur à écran LCD intégré et à touches en caoutchouc, qui annonçait les futurs PDA.

## De 1990 à aujourd'hui
La société continue donc d'exister, sous une forme différente de celle des débuts : Sir Clive Sinclair devient l'unique employé de l'entreprise, et assure l'administration, la recherche, le développement... De 1993 à 1995, Sinclair continue à perdre de l'argent, son chiffre d’affaires est en constante diminution.
En 1992, la seconde tentative de Sinclair pour renouveler les moyens de transport est commercialisée, sous la forme d'un vélo électrique léger nommé Zike. Sur les estimations de 10 000 ventes, seuls 2 000 vélos seront vendus, reproduisant l'échec du C5.
De 1994 à 2000, Sinclair met sur le marché la série Zeta I, Zeta II et Zeta III (Zero-Emission Transport Accessory), des moteurs électriques d'appoint pour vélo. Ces produits sont des boîtiers équipés de batteries, d'un moteur et d'un galet qui est en contact avec la roue du vélo, à l'instar d'un Solex. Le premier modèle se vend à 15 000 exemplaires.
Sinclair renoue avec ses produits originels avec la Z1 micro AM radio, vendue comme The world's smallest AM radio, et pouvant se fixer derrière l'oreille. Cette radio est toujours commercialisée en 2007.
En 2001 apparaît le SeaScooter, un propulseur électrique pour la plongée sous-marine. Ce produit, conçu par Sinclair Research, développé par Bombardier, financé et distribué par la firme Daka Development Ltd. de Hong Kong, trouve le succès, et se vend maintenant dans le monde entier sous plusieurs déclinaisons, dont certaines permettent de tirer un plongeur à la vitesse de 5 km/h jusqu'à une profondeur de 50 mètres sous la surface.
En 2003, le ZA20 Wheelchair Drive Unit est commercialisé, conçu et construit en partenariat avec la firme Daka Development de Hong Kong. Ce produit, dérivé de la série Zeta pour vélo, est un moteur d'appoint pour les chaises roulantes. Ses atouts : sa légèreté et son prix.
Annoncé pour 2004, mais finalement sorti en 2006, le A-bike est un vélo pliable qui se veut léger et très compact, quitte à avoir une apparence différente des autres.

## Évolution de l'entreprise

### Évolution de la marque
L'entreprise de Sir Clive Sinclair a subi plusieurs changements de noms, une scission suivie de l'abandon d'une des deux entités. La société initiale, Sinclair Radionics Ltd., est rachetée en deux fois par le National Enterprise Board, la première fois, à 43 %, en août 1976 (après l'échec de la Black Watch), et la deuxième à 73 % en juillet 1977 (après les pertes dues à la conquête du marché des calculatrices par les pays asiatiques). Ce rachat est le début de la fin de l'entreprise initiale de Clive Sinclair; il quitte avec Chris Curry cette société dont il a perdu le contrôle. Binatone rachète les produits télé et les calculatrices en août 1979, et ce qui reste de Radionics est renommé Sinclair Electronics en septembre, puis Thandar Electronics Ltd. en janvier 1980.
Quelques années plus tôt, en 1973, Sir Clive Sinclair avait créé Ablesdeal, en vue d'un éventuel départ de Radionics. La société a été renommée en Westminster Mail order Ltd. en février 1975, puis en Sinclair Instruments Ltd. en août de la même année. Clive Sinclair et Chris Curry se rattachent dès 1977 à cette branche, la renomment en Science of Cambridge en juillet 1977. C'est cette entreprise qui sera le point de départ de Sinclair Research, qui, en 1980, lance le ZX80. La société est brièvement rebaptisée Sinclair Computers Ltd. entre novembre 1980 et mars 1981, date à laquelle elle prend son nom définitif Sinclair Research Ltd.. Sinclair crée en juin de la même année Sinclair Browne Ltd., une entreprise de publication.
En 1982, des droits permettent à Timex Corporation de vendre les produits Sinclair aux États-Unis.
En mars 1983 est créée Sinclair Vehicles Ltd., branche de Sinclair Research vouée à la fabrication de moyens de locomotion. L'existence de cette entité est courte, car le désastre de son unique produit, la voiture électrique C5, la pousse à la liquidation volontaire le 4 novembre 1985. La société est renommée en TPD Ltd. du 15 octobre 1985 jusqu'à son naufrage, son entité Sinclair Vehicles se limitant alors à la gestion des commandes et de la vente.

### Évolution économique
Créée en 1961, la société Sinclair Radionics commence par réaliser des bénéfices grâce à ses produits hi-fi comme l'ensemble audio Project 60, et à ses calculatrices, mais l'échec coûteux de la montre Black Watch et la concurrence de l'électronique japonaise, au milieu des années 1970, inversent la tendance, permettant à la National Enterprise Board de prendre le contrôle de l'entreprise. Le succès de Sinclair viendra au début des années 1980, avec sa deuxième société Sinclair Research (anciennement Ablesdeal), grâce à la sortie du ZX80. Au faîte de sa réussite, Sinclair compte 140 salariés, mais les investissements nécessaires aux trois projets de l'ordinateur QL, de la voiture C5 et de la télévision portable TV80 en 1985 ne sont pas compensés par les ventes, et c'est pour Sinclair le début de la chute : en 1990, il ne reste plus que trois salariés dans l'entreprise.

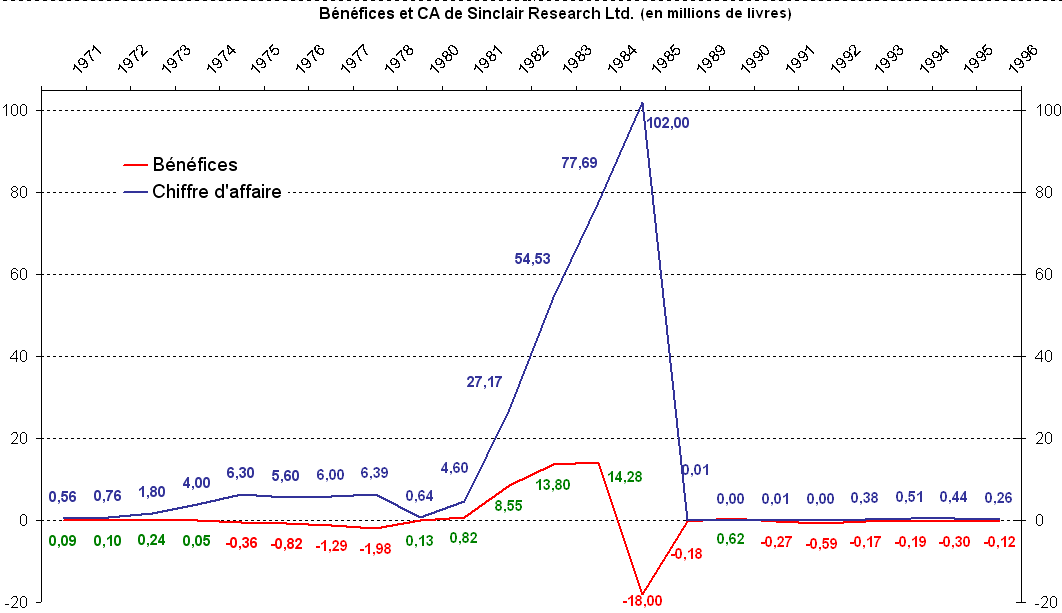
Bénéfices et CA des sociétés de Sinclair (Radionics, puis Sinclair Research)
Source :

## Les projets abandonnés
Les projets qui suivent ont été lancés par Sinclair Research mais n'ont jamais abouti :
- LC3 : Le Low Cost Colour Computer aurait dû être une console à bas prix basée sur le Z80, développé durant l'année 1983 par l'ingénieur Martin Brennan. Elle aurait dû disposer d'un système d'exploitation multi-tâches et d'une interface graphique utilisant des fenêtres. Le projet est annulé en 1983, pour donner la priorité au QL[39].
- SuperSpectrum : Le SuperSpectrum aurait dû être un ordinateur utilisant un processeur 68008, un lecteur ZX Microdrive intégré, un joystick, des ports série et ZX Net, ainsi que le langage SuperBASIC de Sinclair. Le projet est annulé en 1982, car les spécifications du QL se révèlent très proches du projet[39]. Cette machine ne doit pas être confondue avec le Loki, un autre projet qui, lui, est surnommé SuperSpectrum par un article de juin 1986 du magazine Sinclair User.
- Pandora: : Le Pandora aurait dû être un ordinateur portable compatible avec les Spectrum, équipé d'un écran plat monochrome de 512×192 pixels  avec un CRT comme celui de la TV80, d'un processeur Zilog Z80 et d'un lecteur ZX Microdrive. La technique d'affichage de l'écran était complexe et chère à mettre au point, en comparaison des écrans LCD. Le projet est abandonné lors du rachat par Amstrad, mais le Z88 qui sort en 1988 reprend une partie de l'architecture du Pandora[40],[41].
- Loki : Le Loki aurait dû être un ZX Spectrum amélioré pour rivaliser avec le Commodore Amiga, équipé d'un processeur Z80H à 7 MHz, de 128 Ko de RAM et de deux puces gérant les graphismes et l'audio. Le projet est abandonné après le rachat par Amstrad, mais deux des ingénieurs, Martin Brennan et John Mathieson fondent Flare Technology afin de poursuivre le projet[41].
- Janus : De ce projet qui semble être une console de jeu, quasiment rien n'est connu, si ce n'est sa maquette au style moderne; le nom proviendrait du dieu romain Janus[41],[42],
- Bob/Florin : d'après Rupert Goodwins, ce projet avait pour but de créer un lecteur de disquettes additionnel pour les ZX Spectrum[43].
- Tyche : Le Tyche aurait dû être le successeur du QL, équipé d'une plus grande RAM, d'un lecteur de disquettes interne, de la suite applicative Psion Xchange, et peut-être d'une interface graphique. Le projet a duré de 1984 à 1986[44].

## Anecdotes
Clive Sinclair n'avait pas une très haute opinion des fonctions de management et avait pris une décision inhabituelle qui était de sous-traiter sa gestion de personnel à une société extérieure, afin de préserver sa société d'éventuels conflits de carrières qui auraient pu nuire à l'effort collectif.